# بيمارستان

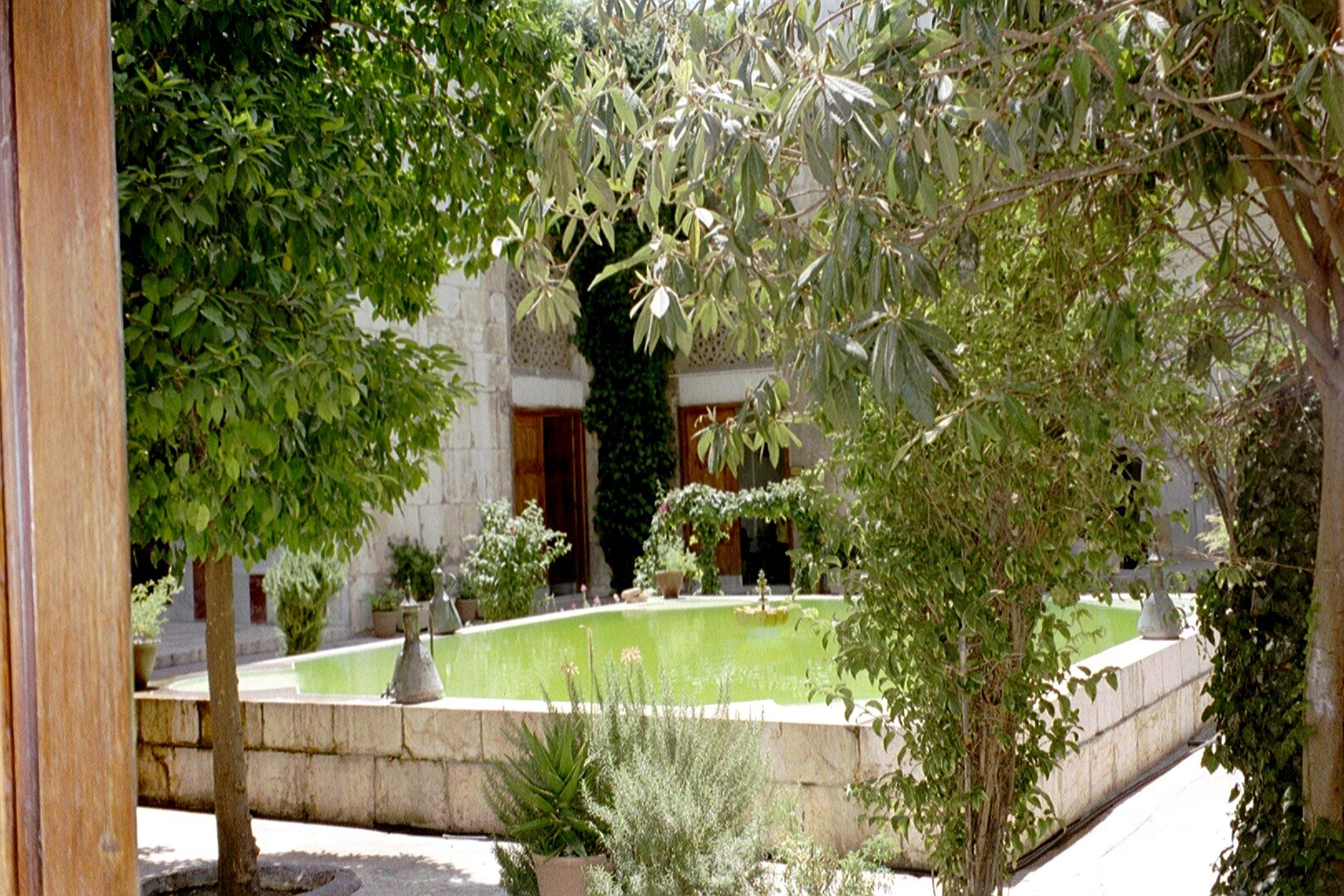
البيمارستان النوري في دمشق - سوريا.

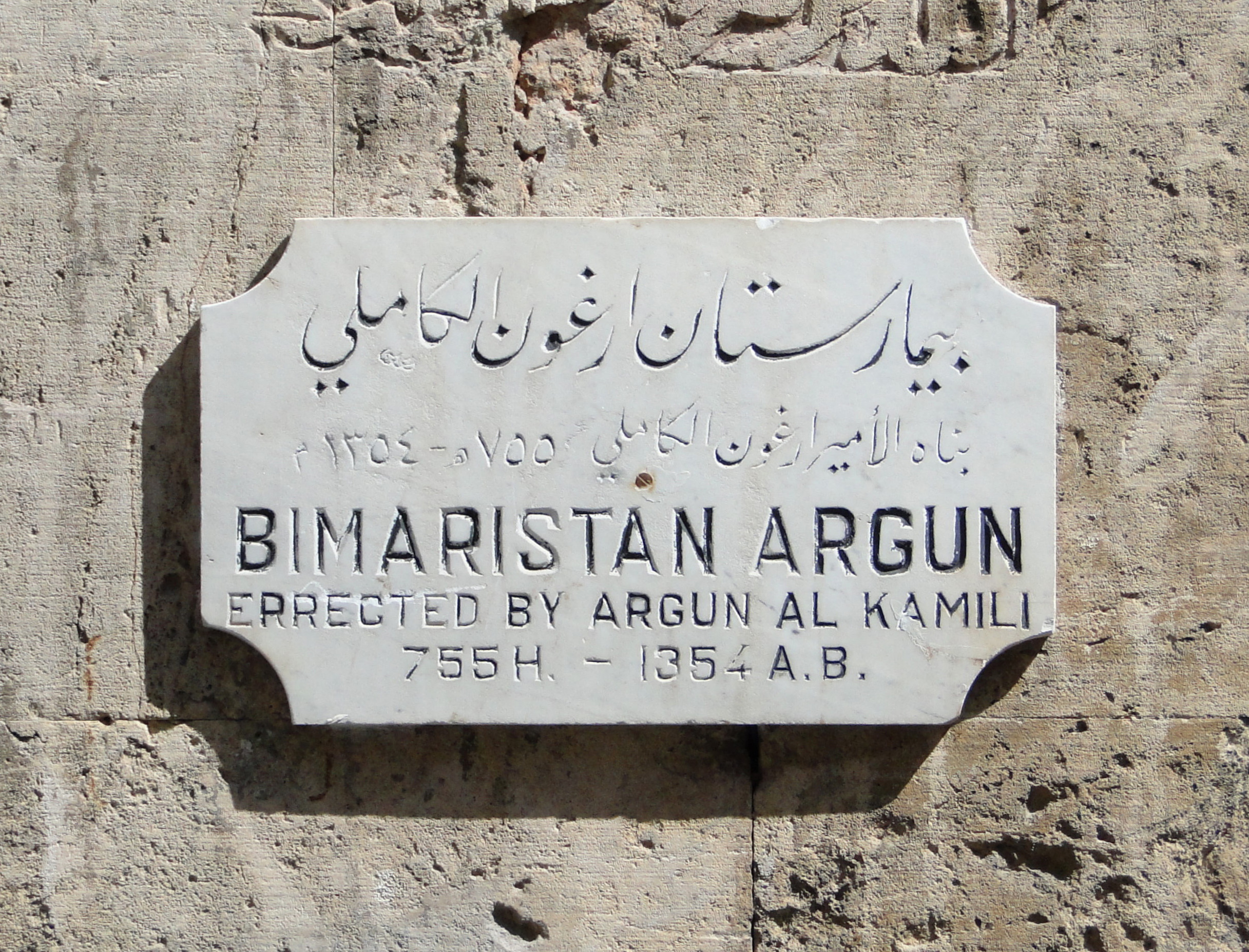
بيمارستان أرغون الكاملي بمدينة حلب - سوريا.

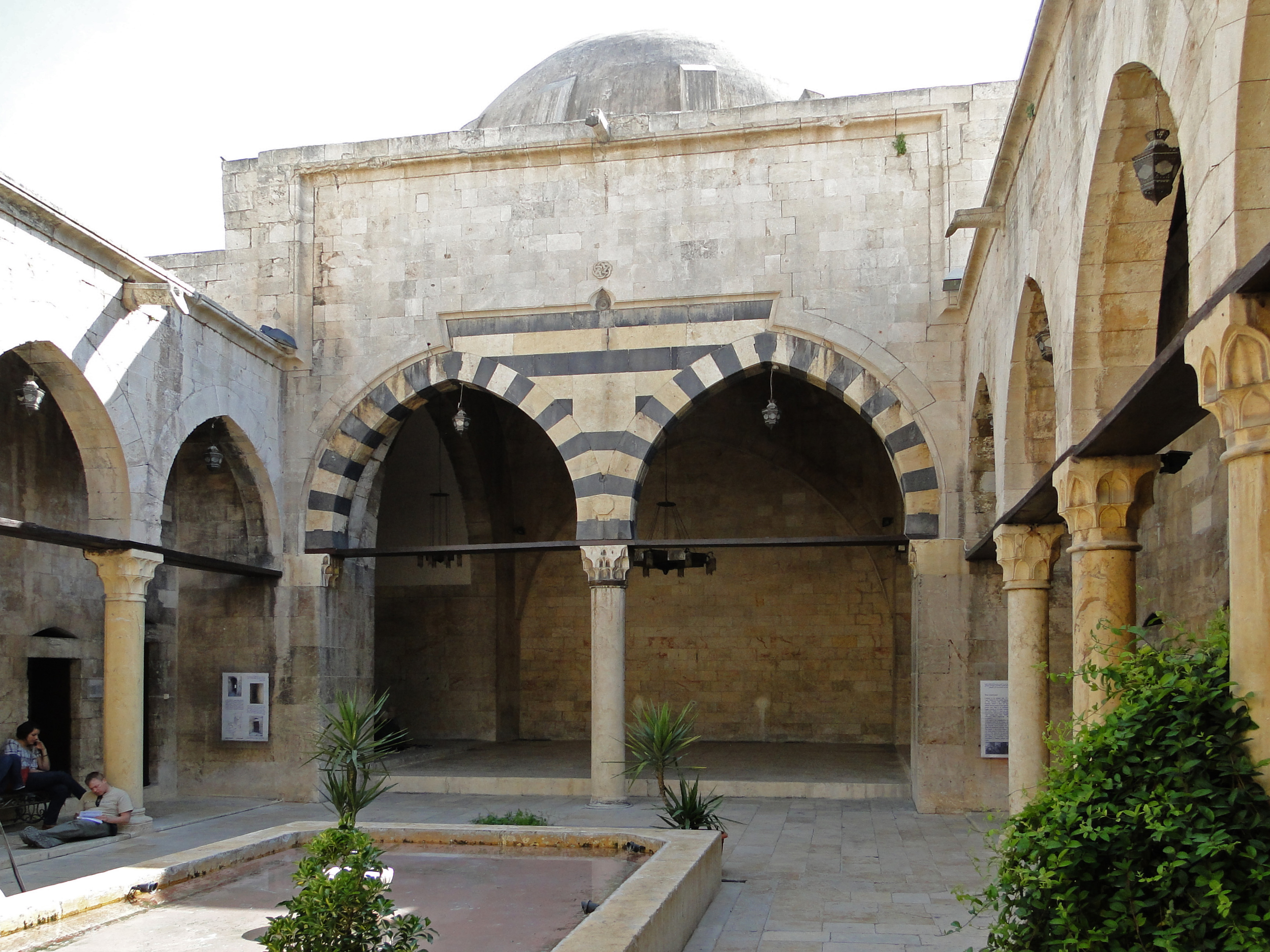
بيمارستان أرغون في حلب

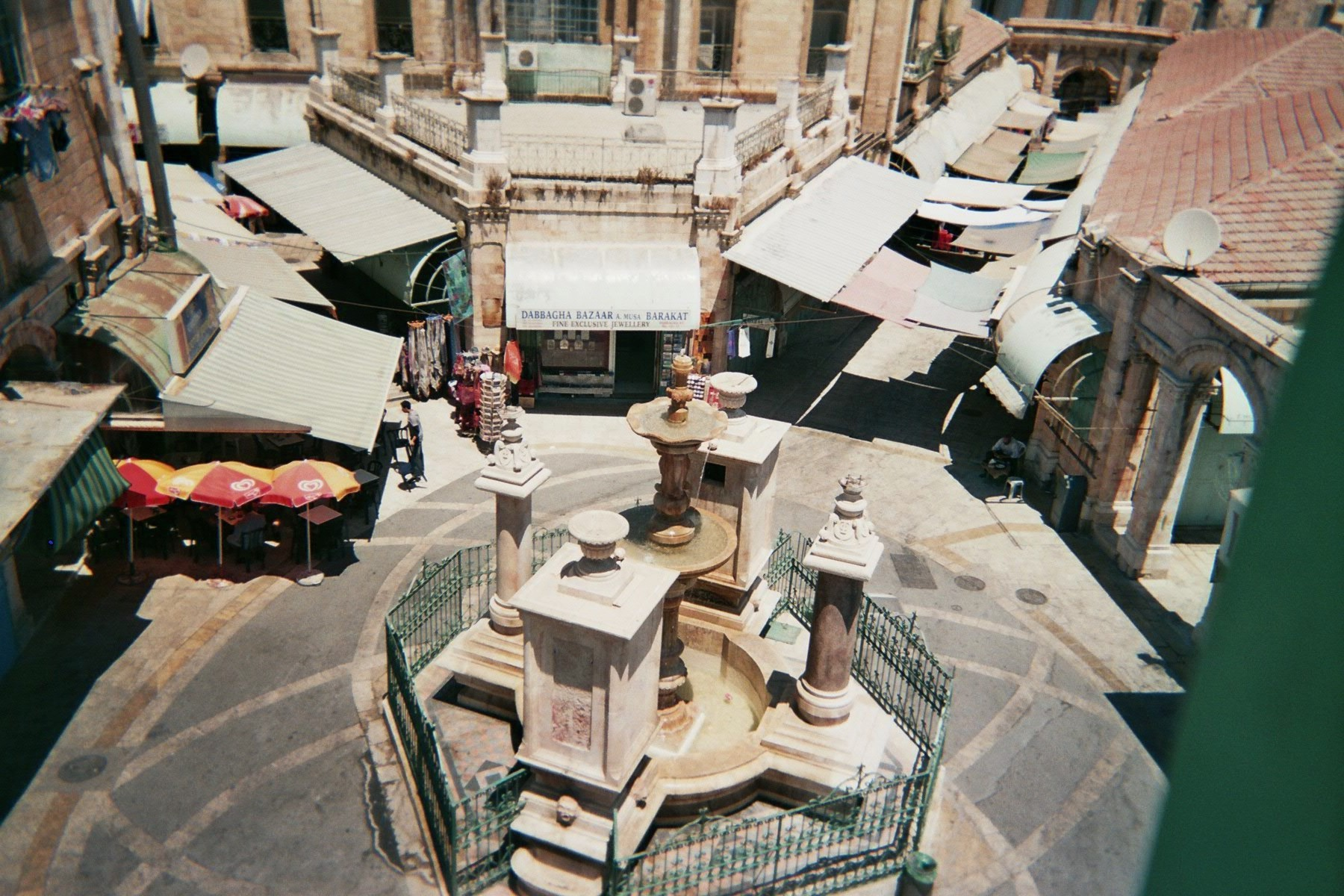
منطقة مورستان بحارة النصارى (القدس) تحريف لكلمة بيمارستان، وسميت لأول مستشفيات فرسان الإسبتارية، ومن معالمها سوق يمتد في طرقاتها ونافورة تتوسط ميدان بها.

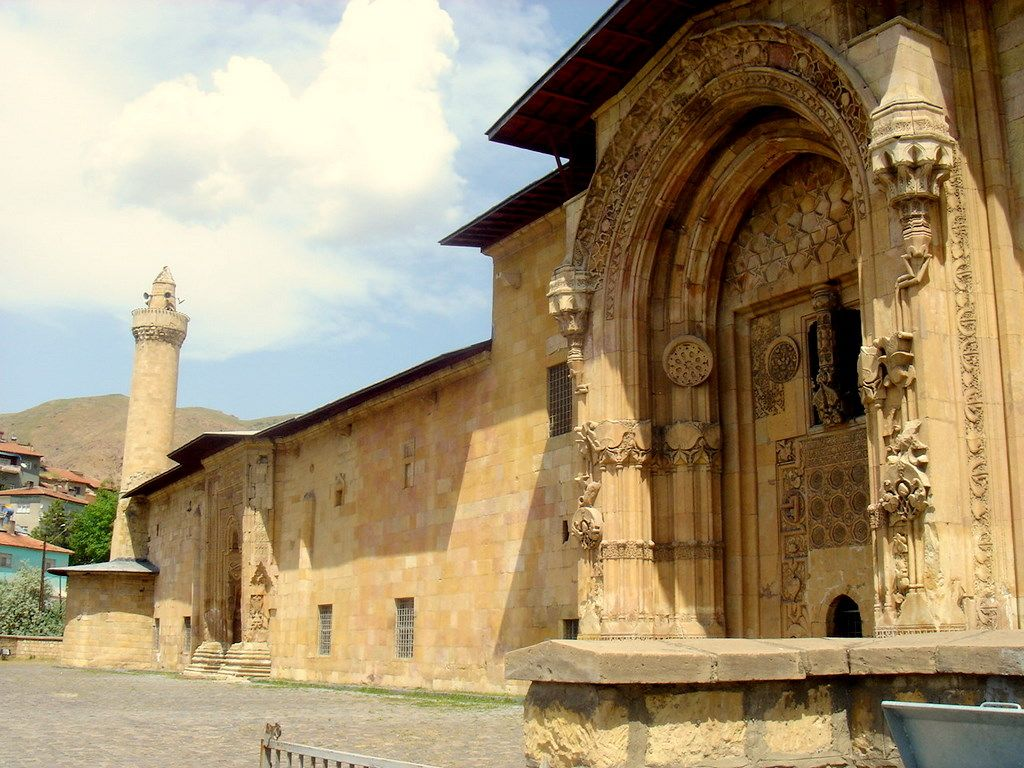
«دار الشفاء» في مدينة ديوريغي التركية.

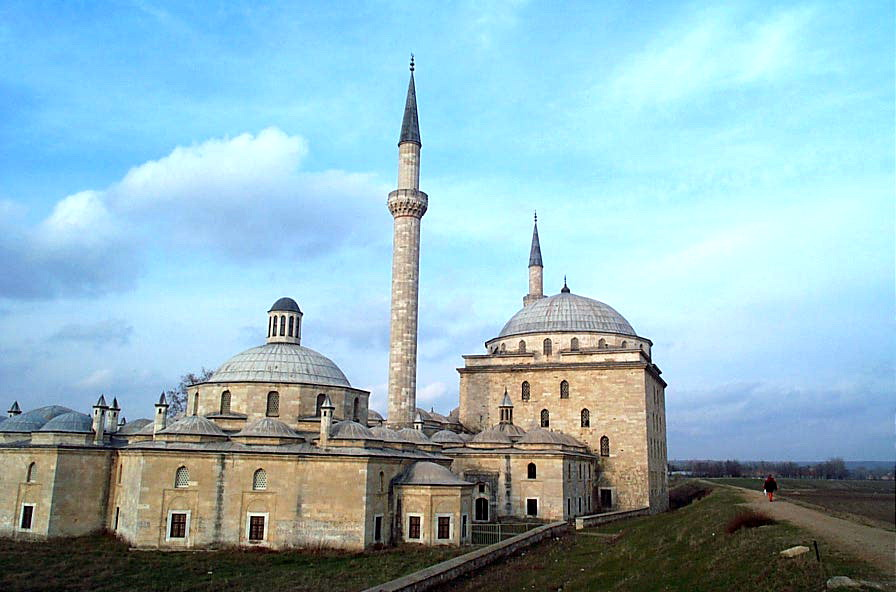
«دار الشفاء» في مدينة إدرنة التركية.

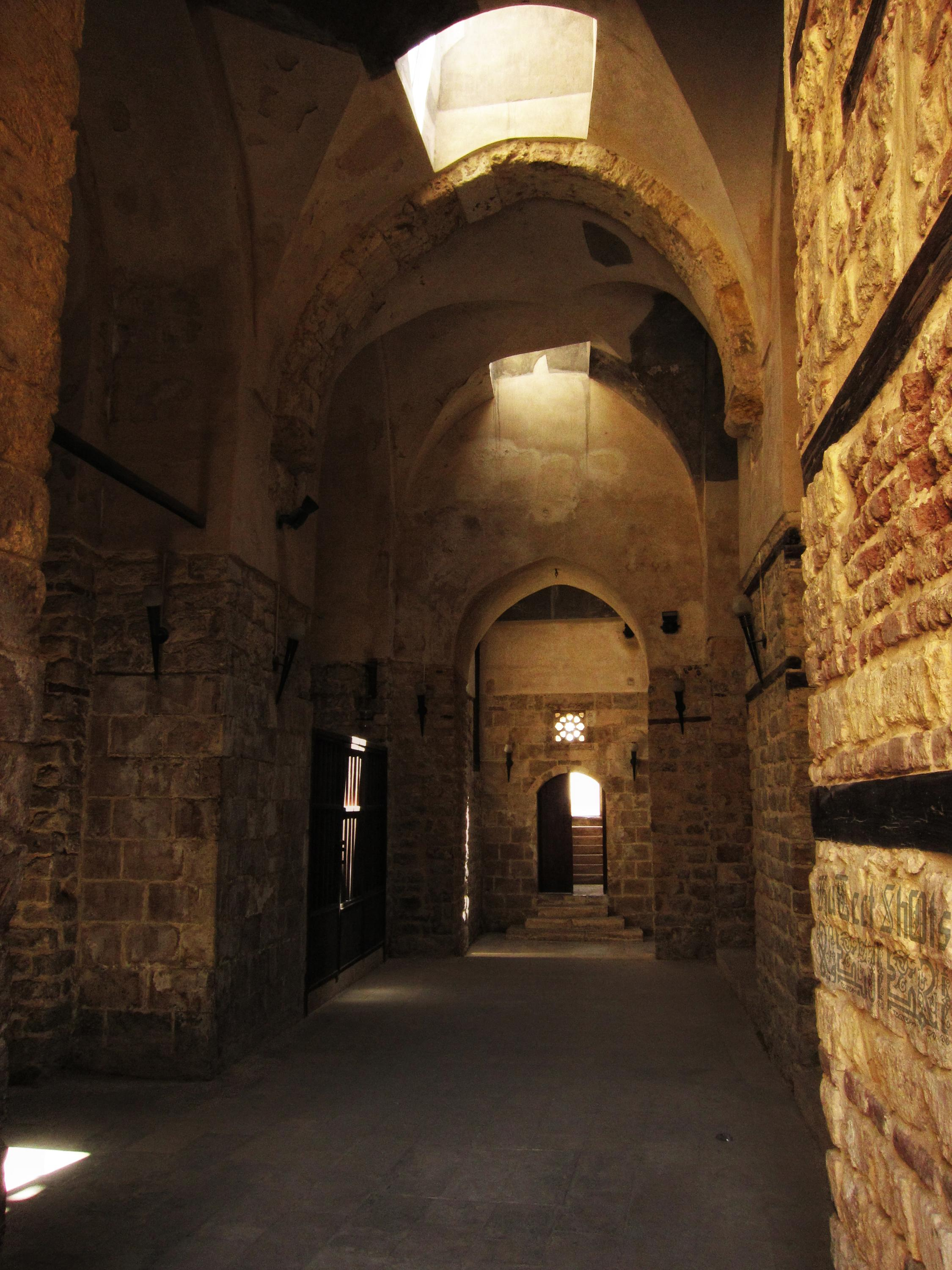
بيمارستان متصل بمدرسة السلطان محمد ابن قلاوون بالقاهرة.

المارستان أو البيمارستان (من الفارسية (بیمار = مريض + ستان = مكان)، وتعني مكان المرضى) مؤسسة طبية ظهرت في العصر الإسلامي كان تشمل خِدْماتها العلاج والبحث العلمي وتدريس الطب. في العصر العثماني سُميت بـ دار الشفاء وانصب تركيزها على الرعاية الطبية، وفي العصر الحديث اقتصرت المؤسسة على الرعاية الطبية وصارت تسمى المشفى أو المستشفى.

## التاريخ
أول بيمارستان في العالم وجد في مدينة جنديسابور خلال عصر الدولة الساسانية بإيران.

### بيمارستان دمشق
أنشأ الخليفة الوليد بن عبد الملك في عصر الدولة الأموية أول بيمارستان في دمشق عام 707 ميلادية وهو أول بيمارستان في تاريخ الإسلام وأجرى الأرزاق للمرضى وأمر بعلاج وحجز المجذومين لكي لا يخرجوا وقدم المعونة والعلاج بالمجان، وأحضر الاطباء والمعالجين وأجزل لهم العطاء. وقد عُدّ هذا المستشفى من أوائل المؤسسات الصحية في التاريخ التي قدمت خدمات طبية منظمة، ويُعد بدايةً لتطور النظام الطبي في العالم الإسلامي.

### بيمارستان هارون الرشيد
بيمارستان الرشيد هو بيمارستان انشأه هارون الرشيد في بغداد.أنشأ الخليفة العباسي هارون الرشيد أكبر «مستشفى» في بغداد، سماها باسمه، ضمت في كادرها أمهر الأطباء، وتولى إدارتها كل من يوحنا بن ماسويه وجبريل بن بختيشوع، وكانت أشهر مستشفى في العالم القديم، ألحق بالبيمارستان مكتبة كبيرة. ذكرها ابن جبير حينما زار بغداد عام 580 هـ / 1184 م، ويُعتبر أول مستشفى متكامل في التاريخ، وهو يُعد من أقدم المؤسسات الصحية الشاملة التي جمعت بين الرعاية العلاجية والتعليم والبحث العلمي. ويُقدر أنها استمرت إلى أوائل القرن السابع الهجري على أقل تقدير. يُشير التاريخ إلى أن هذه المؤسسة كانت نموذجًا متطورًا للرعاية الصحية، إذ لم تقتصر على تقديم العلاج فقط، بل كانت تُعنى أيضًا بتعليم الكوادر الطبية وتوثيق الخبرات العلمية. وقد ساهمت هذه المنشآت في وضع أسس النظم الصحية الحديثة، حيث تم تنظيم الأقسام الطبية وفق تخصصات محددة، مما سمح بتقديم خدمات علاجية متخصصة بالإضافة إلى نشاطات البحث العلمي التي ساعدت في تطوير المعرفة الطبية.

### البيمارستان الطولوني
يُعد البيمارستان الطولوني من أوائل المستشفيات الإسلامية في مصر، وقد أسّسه أحمد بن طولون، مؤسس الدولة الطولونية، عام 259هـ / 872م في مدينة القطائع (القاهرة حاليًا). كان هذا المستشفى نموذجًا متقدمًا في الرعاية الصحية المجانية، حيث ضم أقسامًا متخصصة وأطباء مهرة، مما جعله أحد أهم البيمارستانات في عصره، وكانت فيه خزانة كتب تحوي ما يزيد على 100 ألف مجلد في سائر العلوم.

### البيمارستان المقتدري
في سنة 918 م أنشأ البيمارستان المقتدري في بغداد وآخر باسم أم المقتدر ورتب له 24 من أشهر أطباء زمانه فيهم الجراحون والمجبرون والفاصدون والأطباء الطبيعيون.

### البيمارستان العضدي
في سنة 949 م بُني البيمارستان العضدي. يُعد البيمارستان العضدي أحد أعظم المستشفيات في العصر العباسي، وقد أُنشئ بأمر من عضد الدولة البويهي عام 371هـ / 981م في بغداد. كان هذا البيمارستان نموذجًا متطورًا للرعاية الصحية، حيث ضم أقسامًا متخصصة، وأطباء بارزين، وأصبح مركزًا لتعليم الطب وتطويره.

### البيمارستان النوري
البيمارستان النوري، أو مستشفى نور الدين، تأسس في دمشق بعد ما يقرب من أربعة قرون ونصف من إنشاء مستشفى الوليد، وذلك في عام 1156م. سُمي المستشفى على اسم نور الدين زنكي. عمل البيمارستان النوري لما يقرب من 700 عام، وكان المستشفى الذي تلقى فيه المنصور قلاوون العلاج، مما ألهمه لاحقًا لإنشاء مستشفاه الخاص في القاهرة، المعروف بـ البيمارستان المنصوري. وهو أول مستشفى يبدأ في الاحتفاظ بالسجلات الطبية لمرضاه. كما كان البيمارستان مدرسة طبية مرموقة، تخرَّج منه وتعلَّم كبار الأطبَّاء مثل ابن سينا والزهراوي وابن النفيس.

### بيمارستان صلاح الدين
البيمارستان الصلاحي هو أحد المستشفيات الشهيرة التي أسسها صلاح الدين الأيوبي في القاهرة خلال العصر الأيوبي. يُعرف أيضًا باسم البيمارستان الناصري، وكان يُعد مركزًا متقدمًا للرعاية الصحية والتعليم الطبي، حيث وفر خدمات علاجية متطورة وساهم في تخريج أطباء بارزين. وصفه الرحالة ابن جبير، إلا أنه لم يبق منه أثر في يومنا هذا.

### البيمارستان المنصوري في مراكش
يُعد بيمارستان أمير المؤمنين المنصور أبي يوسف، أو البيمارستان المنصوري في مراكش، واحدًا من أهم المستشفيات في المغرب خلال العصر الموحدي. أسسه الخليفة الموحدي أبو يوسف يعقوب المنصور في القرن 12 الميلادي، وكان من أرقى وأكبر المستشفيات في العالم الإسلامي آنذاك.عمل في البيمارستان عددٌ من الأطباء، ويُعرف منهم أبو إسحاق إبراهيم الداني، ومحمد بن قاسم بن أبي بكر القرشي المالقي (وُلد سنة 703 هـ المُوافق 1303م - تُوفي سنة 757هـ المُوافق 1356م)(1) الذي كان ناظرًا للمارستان في ربيع الآخر 754هـ المُوافق أيار (مايو) 1353م. يقول عبد الواحد المراكشي في كتابه «المعجب في تلخيص أخبار المغرب» في سياق حديثه عن مناقب الخليفة يعقوب المنصور الموحدي (ت: 595 هـ): «بَنَى بمراكش بيمارستاناً ما أظن أن في الدنيا مثله، وذلك أنه تخير ساحة فسيحة بأعدل موضع في البلد، وأمر البنائين بإتقانه على أحسن الوجوه، فأتقنوا فيه من النقوش البديعة والزخارف المحكمة ما زاد على الاقتراح، وأمر أن يغرس فيه مع ذلك من جميع الأشجار المشمومات والمأكولات، وأجرى فيه مياهاً كثيرة تدور على جميع البيوت، زيادة على أربع برك في وسطه إحداهما رخام أبيض، ثم أمر له من الفُرُش النفيسة من أنواع الصوف والكتان والحرير والأديم وغيره بما يزيد على الوصف، ويأتي فوق النعت، وأجرى له ثلاثين ديناراً في كل يوم برسم الطعام، وما ينفق عليه خاصة، خارجاً عما جلب إليه من الأدوية، وأقام فيه من الصيادلة لعمل الأشربة والأدهان والأكحال، وأعدّ فيه للمرضى ثياب ليل ونهار للنوم من جهاز الصيف والشتاء، فإذا نقه المريض فإن كان فقيراً أمر له عند خروجه بمال يعيش به ريثما يستقل، وإن كان غنياً دفع إليه ماله وتركه وسببه، ولم يقصره على الفقراء دون الأغنياء، بل كل من مرض بمراكش من غريب حمل إليه وعولج إلى أن يستريح أو يموت. وكان في كل جمعة بعد صلاته يركب ويدخله يعود المرضى ويسأل عن أهل كلّ بيت يقول: كيف حالكم؟ وكيف القَوَمَة عليكم؟ إلى غير ذلك من السؤال، ثم يخرج، لم يزل مستمراً على هذا إلى أن مات ـ رحمه الله ـ سنة».

### البيمارستان المنصوري
البيمارستان المنصوري هو أحد أشهر المستشفيات التاريخية في العالم الإسلامي، أسّسه السلطان قلاوون عام 683هـ / 1284م في القاهرة، مصر. كان يُعد نموذجًا متقدمًا في الرعاية الصحية، حيث جمع بين العلاج، التعليم الطبي، والبحث العلمي.

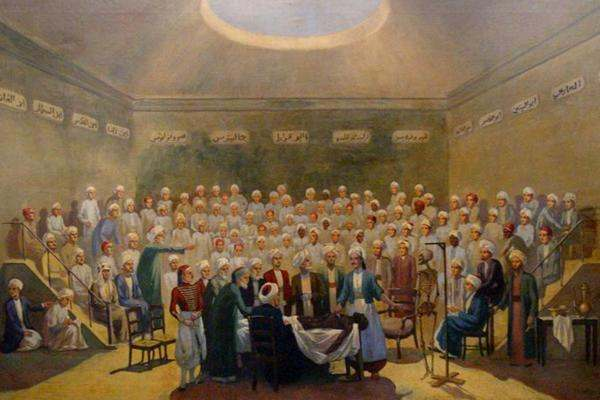
درس في التشريح في بيمارستان بالقاهرة - 1829م.

### بيمارستان غرناطة
أُنشأ بيمارستان غرناطة عام 1365م في عهد السلطان محمد الخامس النصري، حاكم مملكة غرناطة، ليكون واحدًا من أقدم المستشفيات في أوروبا والعالم الإسلامي. كان هذا البيمارستان من المؤسسات الطبية المتطورة التي قدمت خدمات علاجية وتعليمية، حيث تم تصميمه ليخدم جميع فئات المجتمع، بغض النظر عن الخلفية الاجتماعية أو الدينية. يعتبر بيمارستان غرناطة آخر المستشفيات الإسلامية في الأندلس، وشكّل نموذجًا لمفهوم الرعاية الصحية المتقدمة في العصور الوسطى. كان بمثابة جسر لنقل المعرفة الطبية الإسلامية إلى أوروبا، حيث ساهم في تطور المستشفيات الأوروبية الحديثة، سواء من حيث الهندسة المعمارية أو طرق العلاج.

## دار الشفاء العثمانية (خسته خانة)
نظراً لما كانت تتمتع به الدولة العثمانية من مكانة عظيمة بين الدول على مر العصور فقد أحدثت مؤسسات قوية في مختلف المجالات وأبرزها المؤسسات الطبية، فقد أقيمت في تلك الفترة عدة مدارس ومكتبات طبية وعدة مستشفيات تحت عدة مسميات منها «دار الشفاء» و«دار العافية» و«دار الصحة» و«خسته خانة».
وقد أنشئ أول مستشفى في الدولة العثمانية في (802هـ.1440م) من قبل يلدرم بايزيد (الأول) في بروسه، والثاني من قبل السلطان محمد الفاتح (875هـ.1470م) في اسطنبول وتجدر الإشارة إلى أن هذه المستشفى بقيت قائمةً حتى (1844م)، كما تجدر الإشارة إلى أن «دار الشفاء أدرنة» التي أنشأها السلطان بايزيد الثاني في (895هـ.1488م)، استمرت حتى القرن العشرين مأخذ المعالم المعمارية البارزة، وقد عرفت بتأثيرهافي بناء مستشفيات أوروبا، وقد برزت في علاج أمراض العيون والأمراض العقلية.

## انظرأيضًا
- مدرسة جنديسابور
- المارستان القديم (سلا)